# Toyota Motor Manufacturing Czech Republic
Toyota Motor Manufacturing Czech Republic (TMMCZ), anteriormente conocida como Toyota Peugeot Citroën Automóvil Czech s.r.o. (TPCA), es una factoría automóviles situada en Kolín, República Checa. 
Fue fundada como empresa conjunta de fabricación de automóviles entre Toyota Motor Corporation y Groupe PSA (anteriormente PSA Peugeot Citroën) y estuvo participada por ambos grupos al 50%.

Antiguo logotipo de la fábrica

La factoría principal que tuvo esta empresa conjunta dispone de una superficie de 125 hectáreas y se encuentra a 60 km al este de Praga, en el cruce de dos vías férreas principales: Berlín-Dresde-Praga-Kolín-Budapest y Berlín-Dresde -Kolín-Viena y junto a la autopista Praga-Viena.

## Historia
La producción comenzó el 28 de febrero de 2005, aunque la ceremonia oficial de apertura tuvo lugar en junio del mismo año. La inversión total, incluidos los costos de investigación / desarrollo y puesta en marcha, se estima en alrededor de 1.300 millones de euros y actualmente fabrica modelos de Toyota, Peugeot y Citroën para la venta en Europa.
La compañía produce tres vehículos que son en esencia los mismos pero diseñados por badge engineering: el Citroën C1, el Peugeot 107 y el Toyota Aygo. Estos coches comparten la gran mayoría de las piezas con pequeñas alteraciones cosméticas. El proyecto se llamó B-Zero por su segmento de mercado de automóviles urbanos.
A finales de noviembre de 2008, la fábrica produjo su vehículo un millón.
De la capacidad de producción anual teórica de 300,000 vehículos solo se ha llegado aproximadamente a dos tercios en 2015, 2016 y 2017 y se exporta el 99% de toda la producción.
En enero de 2010, se detectó un problema, conocido como "pedalgate", que afectó al Toyota Aygo. El problema era que el pedal del acelerador podía quedar atascado en circunstancias especiales. Al mismo tiempo, Citroën y Peugeot revisaron casi 100,000 automóviles como resultado de este defecto.

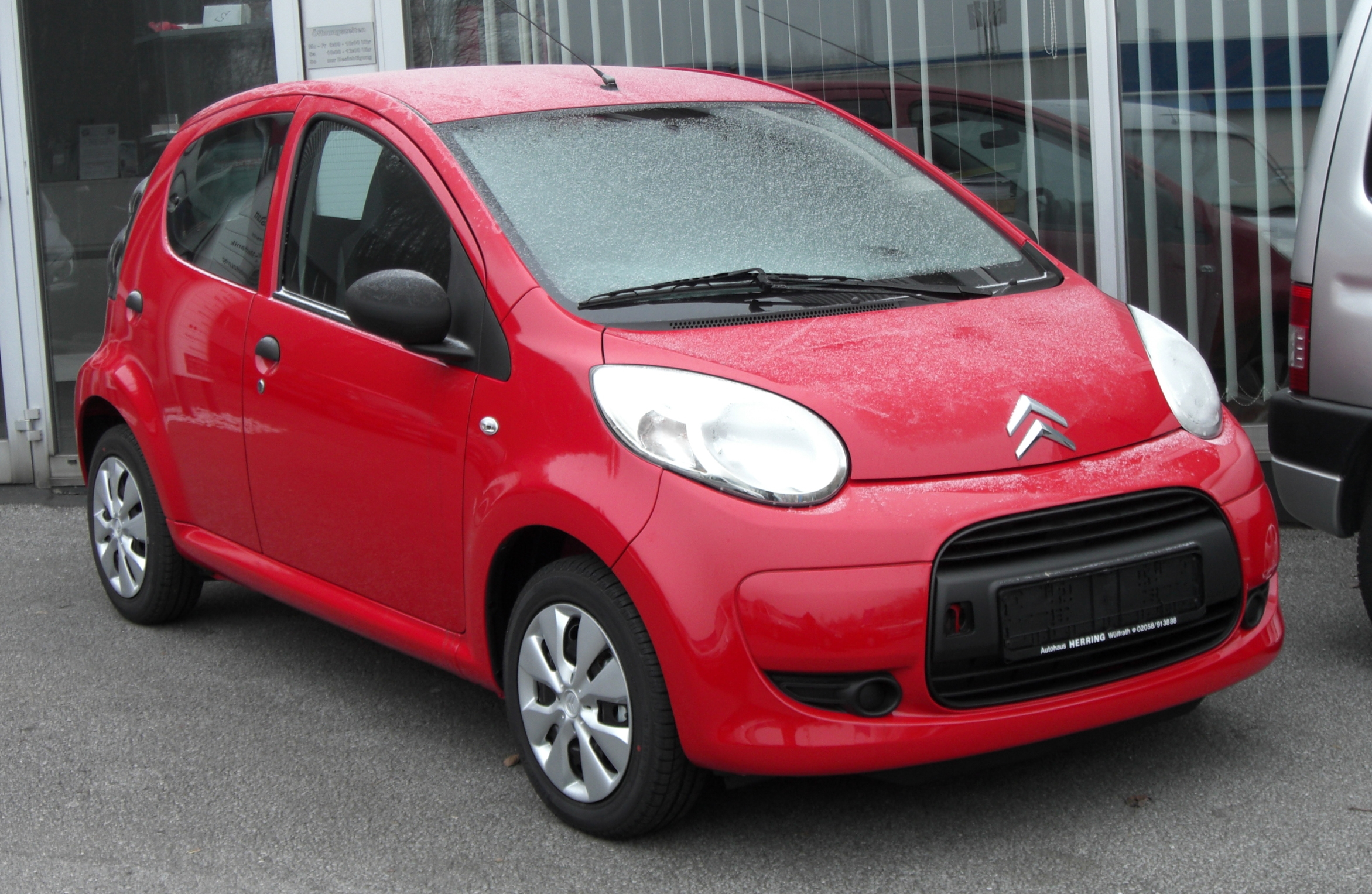
Citroën C1
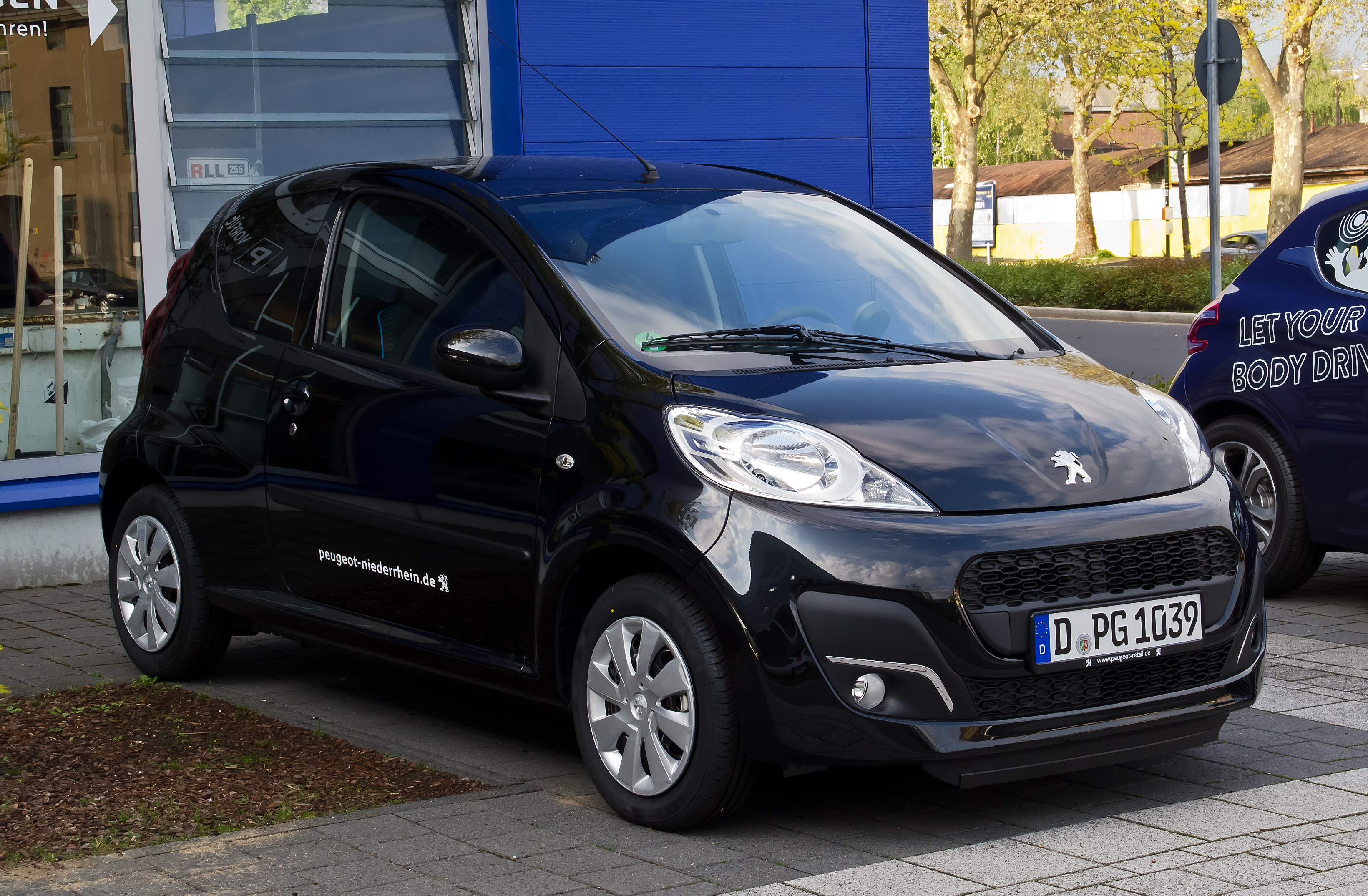
Peugeot 107
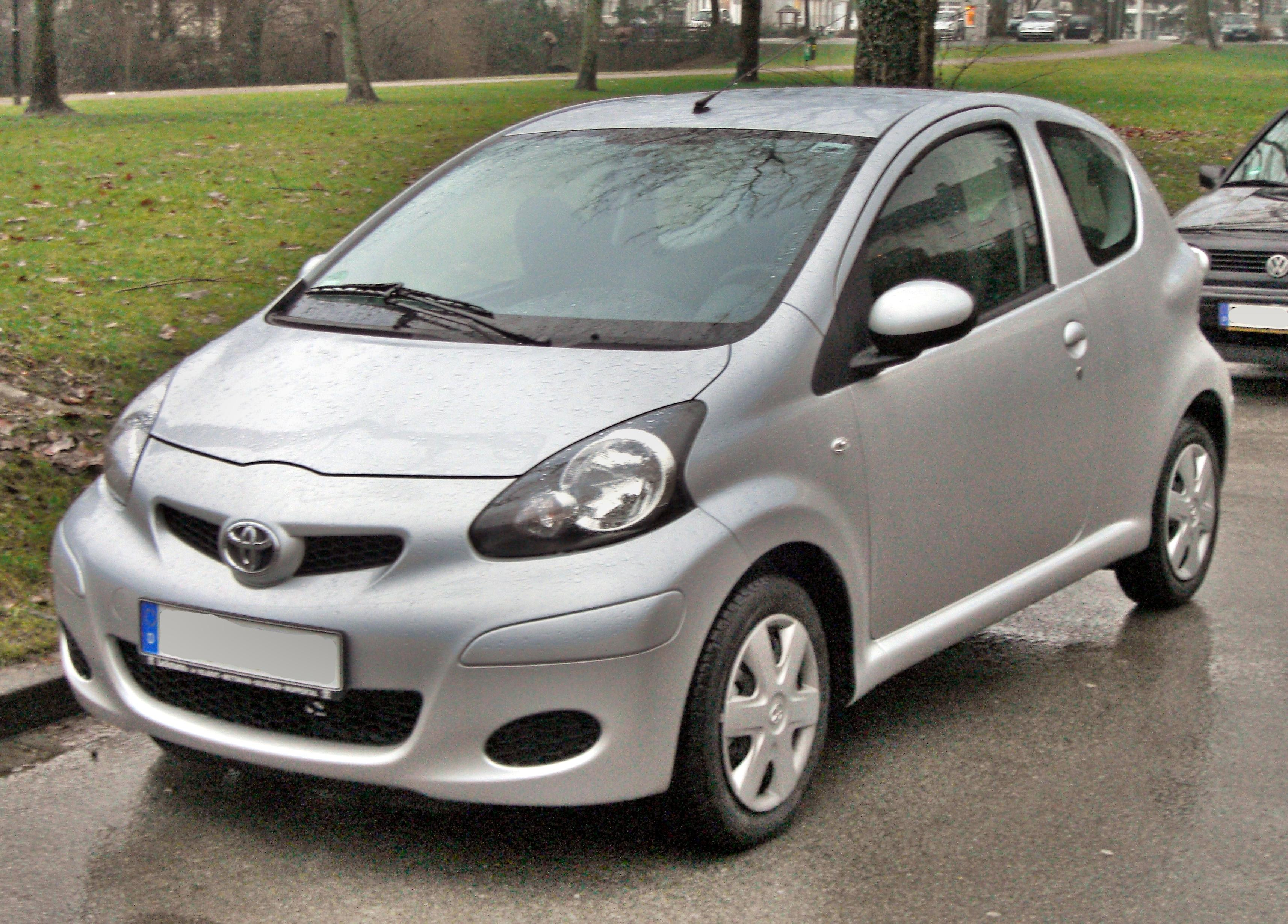
Toyota Aygo
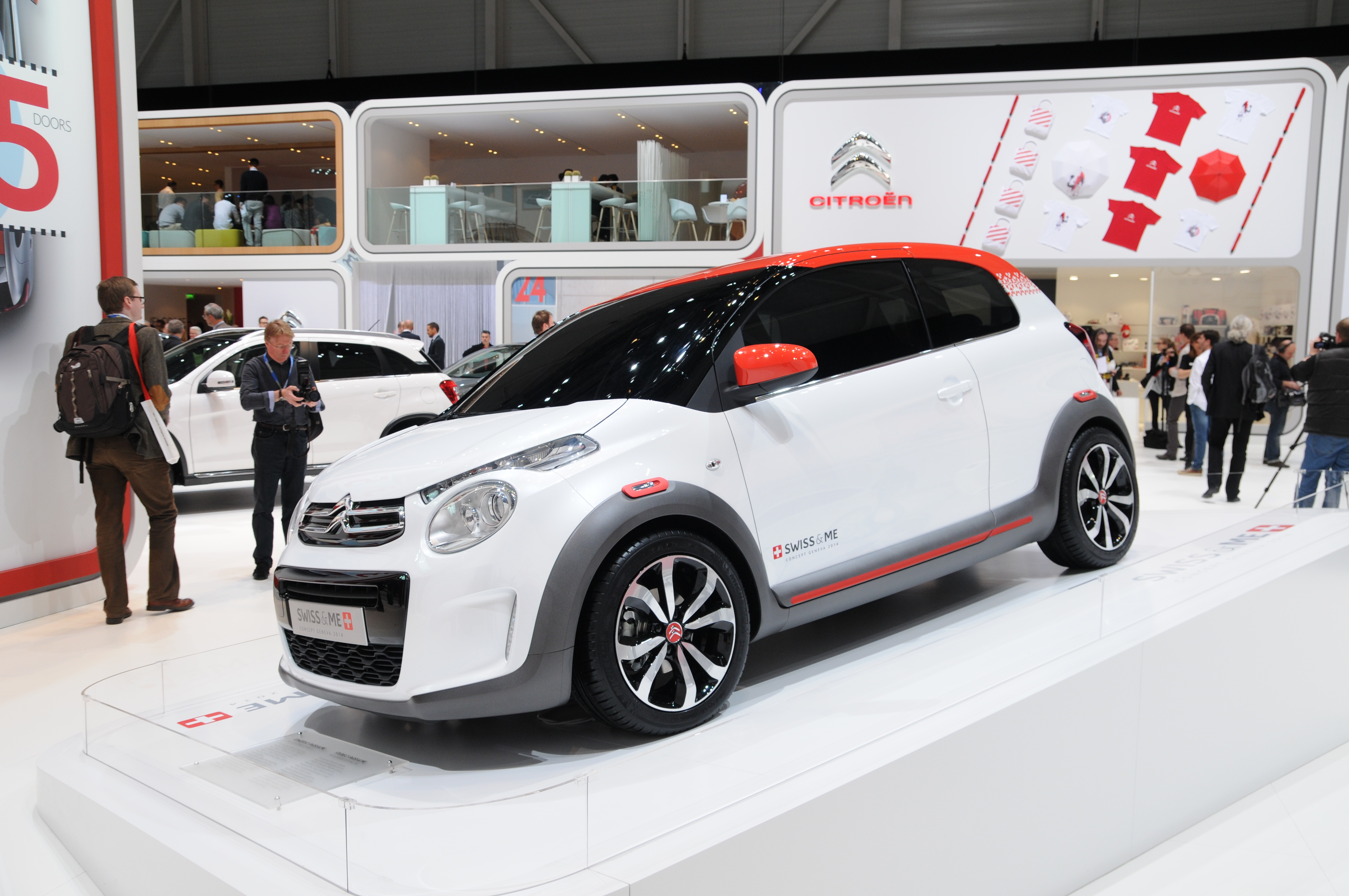
Citroën C1 II
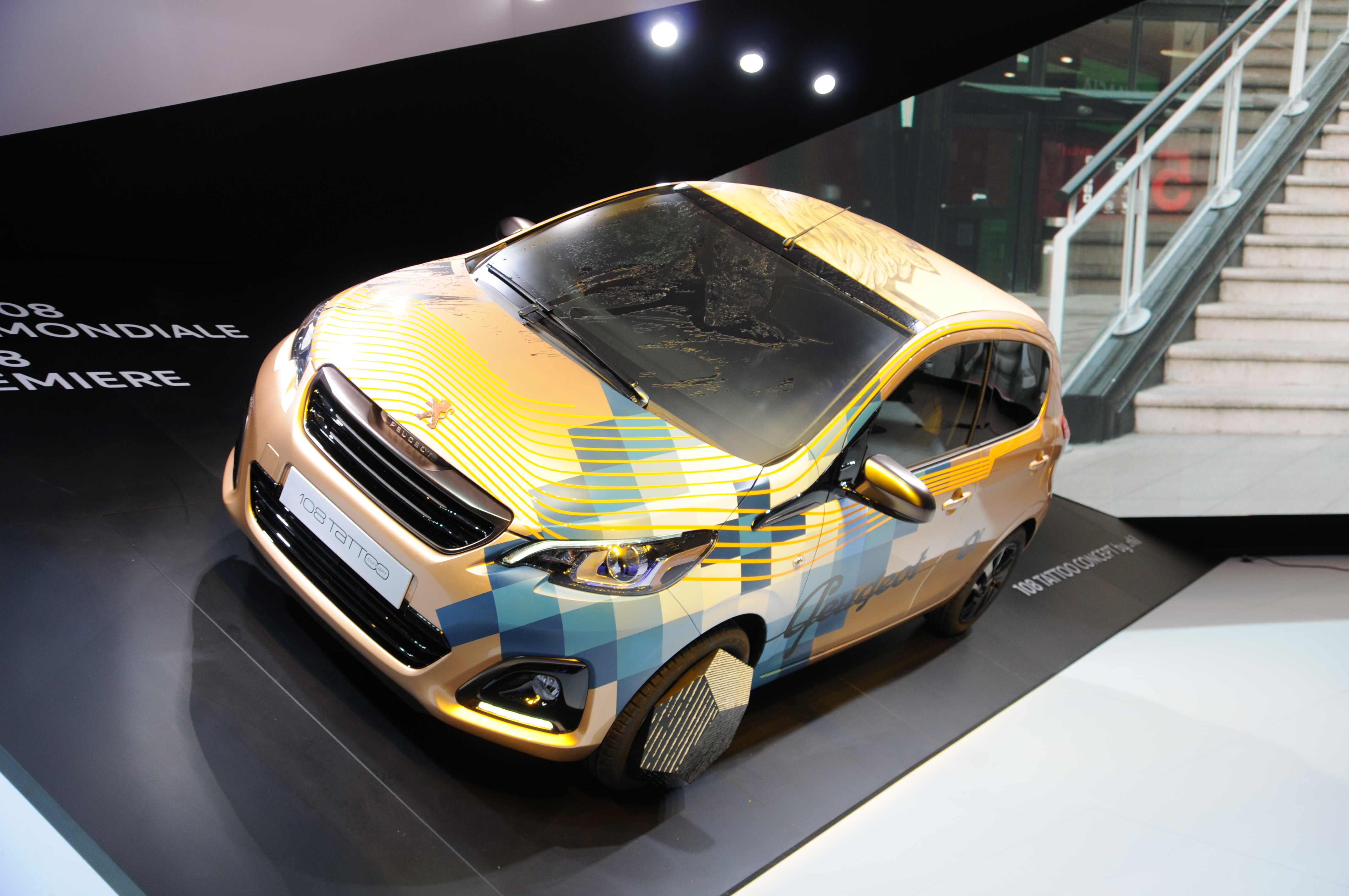
Peugeot 108
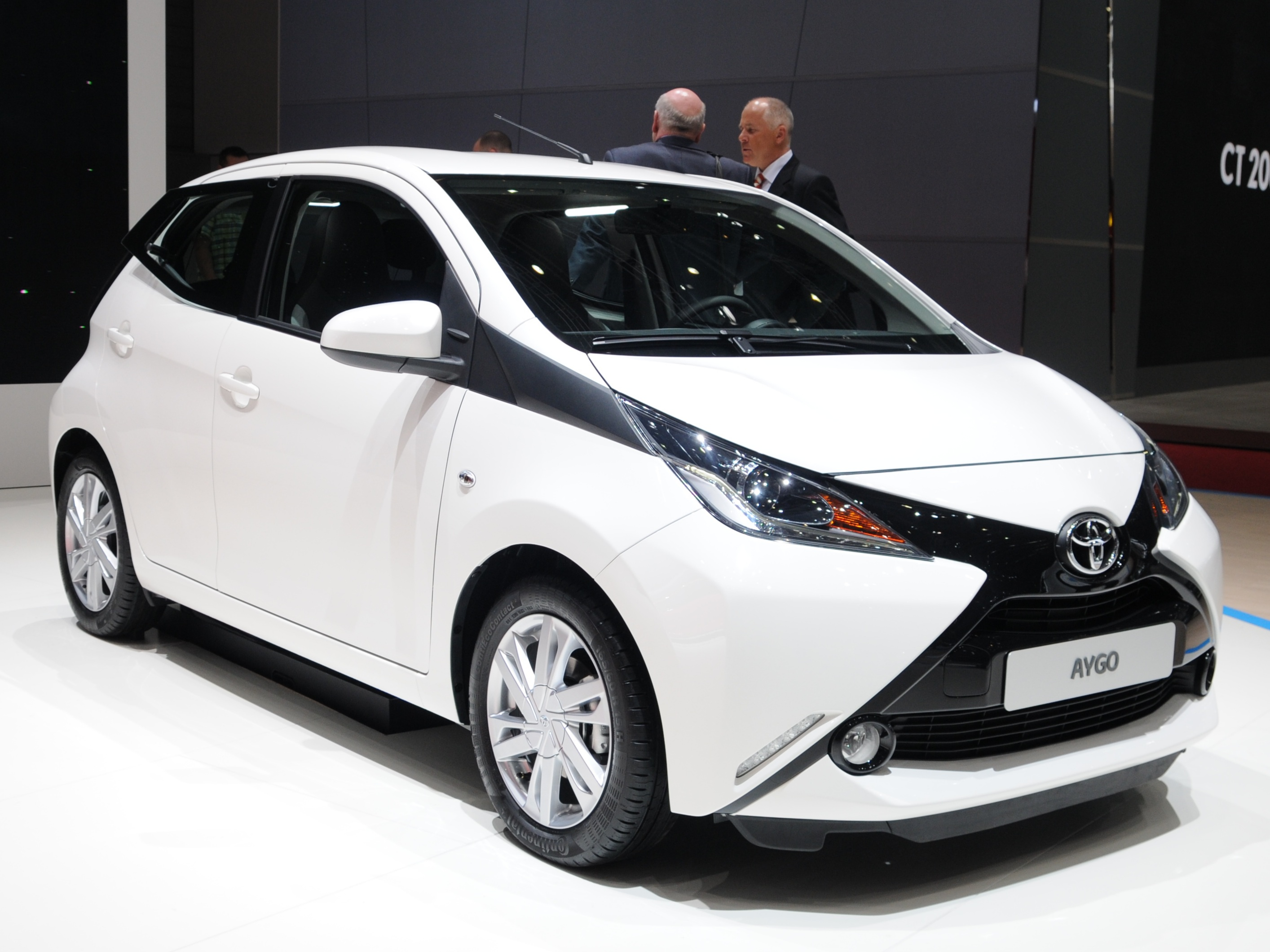
Toyota Aygo II

El 30 de noviembre de 2018 ambos grupos anunciaron que dejarían de compartir la factoría para fabricar las nuevas generaciones del Peugeot 108 y Citroën C1, vendiendo PSA a Toyota su parte de la fábrica. El final de la empresa se hizo efectiva en enero de 2021 con el traspaso de la mitad de la propiedad de la factoría.
El acuerdo con PSA para continuar fabricando vehículos comerciales continuó, añadiendo al catálogo de los japoneses una furgoneta melliza de la Citroën Berlingo y Peugeot Partner basada en la plataforma PSA EMP2 y denominada Toyota ProAce City y Verso, que se fabrican en la planta del grupo PSA en Vigo para su exportación a todo el mundo. El acuerdo de cesión de la fábrica por parte de PSA permite a Toyota una solución efectiva a sus fábricas en Reino Unido tras el Brexit.